# گیرنده رفتگر
گیرنده رفتگر (انگلیسی: Scavenger receptor) گروهی از گیرنده‌ها هستند که ملکول‌های تغییریافتهٔ لیپوپروتئین کم‌چگالی (LDL) را (در اثر اکسیده‌شدن یا استیله‌شدن) شناسایی می‌کنند.
علت انتخاب چنین نامی برای این گیرنده‌ها، وظیفهٔ ذاتی آنها در تنظیف و پاکسازی است: این گیرنده‌ها، درشت‌مولکول‌های دارای بارِ منفی را شناسایی کرده و آنها را جاروب و پاکسازی می‌کنند.
این گیرنده‌ها به سه گروه B ،A و C تقسیم می‌شوند:
- کلاس A: بیشتر در ماکروفاژها دیده می‌شوند و ۶ دومِـین اتصالی دارد.[۲]
- کلاس B: دو ناحیهٔ تراغشایی دارد.
- کلاس C: یک پروتئین تراغشایی است که انتهایی آمینی آن، در بیرون از سلول واقع شده‌است.